# Famille Minotto
 (août 2024).
La famille Minotto ou Minoto est une famille patricienne de Venise, originaire de Rome et eut toujours son entrée parmi les nobles vénitiens.

## Historique

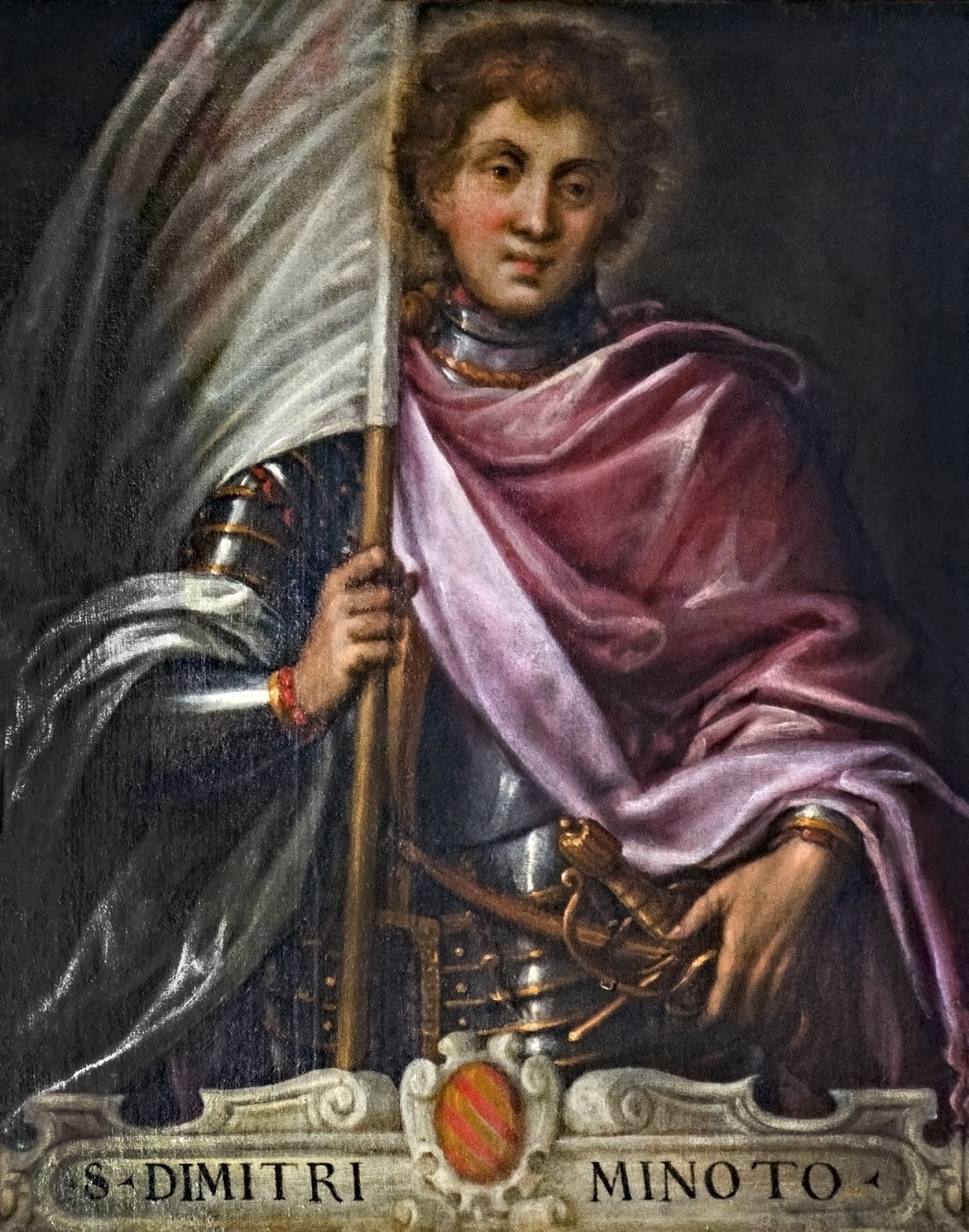
Demetri Minotto
Madonna del'Orto

Un Thomas est capitaine général du Golfe au XIVe siècle et un Marco est général de la Mer au XVe siècle.

## Armes

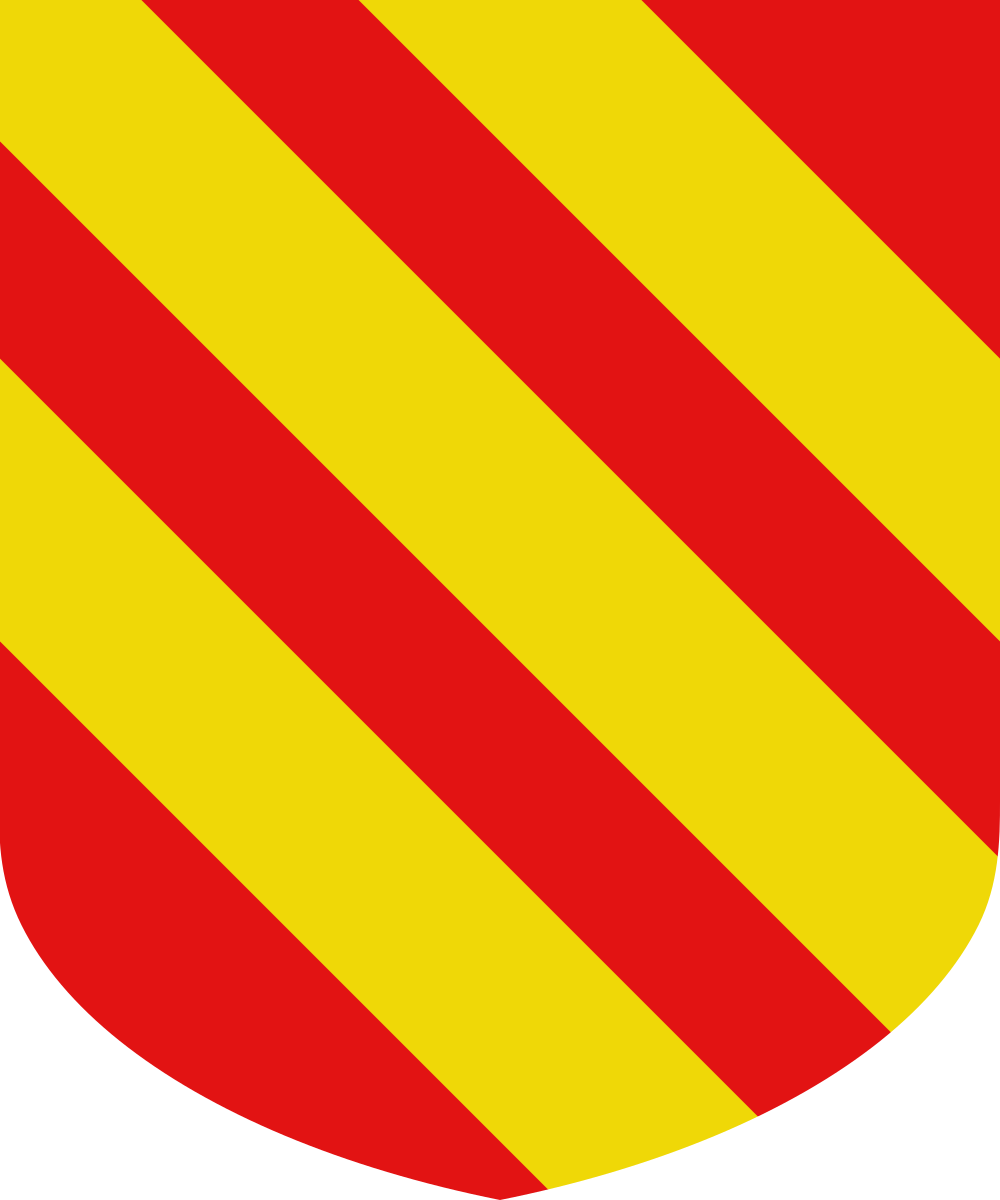
armes des Minotto

Les armes des Minotto sont de gueules à trois bandes d'or, parfois changées en trois bandes de gueules en champ d'or.

## Palais de Venise
- Palais Ariani Minotto Cicogna
- Palais Minotto (Santa Croce)
- Palais Minotto-Barbarigo

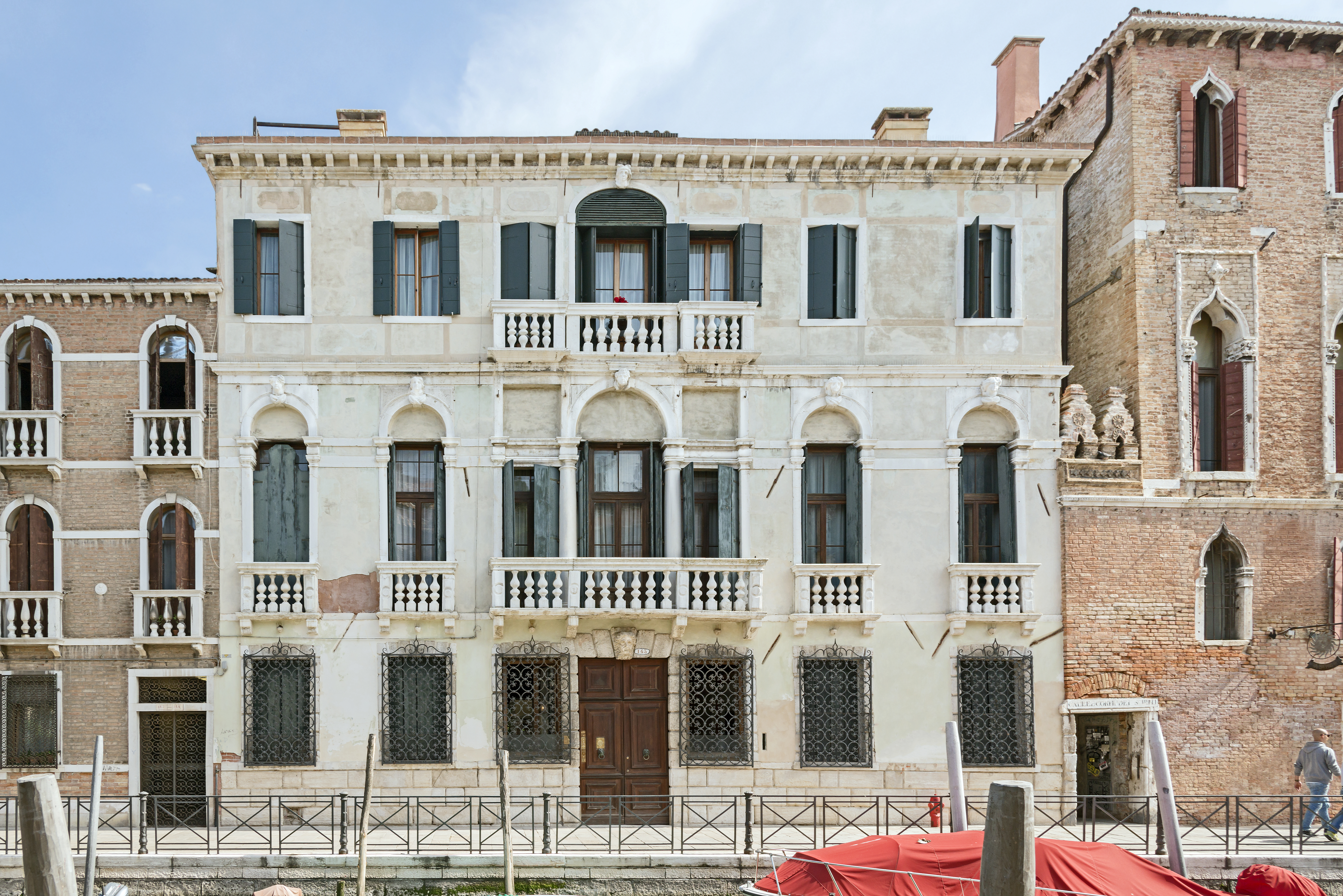
Palazzo Minotto (Santa Croce), rio del Gaffaro
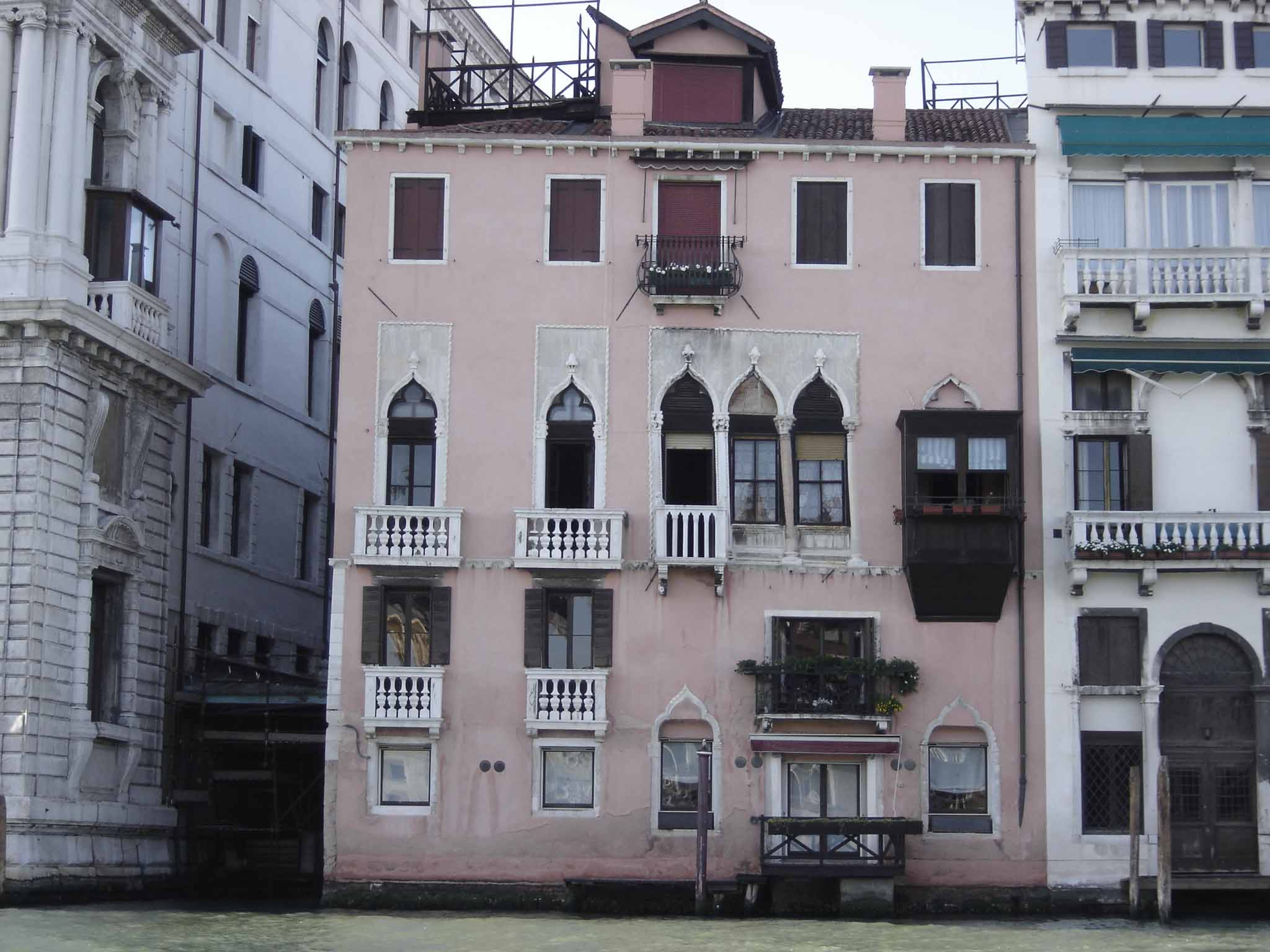
Palais Minotto-Barbarigo